# Bois d'Olives
Bois d'olive est un quartier à l'ouest-nord-ouest de la commune de Saint-Pierre dans l'île française de La Réunion qui a été créé en 1732 et compte environ 8 000 habitants.

## Description
Quartier populaire, Bois d'Olive est majoritairement composé d'habitats individuels. On y retrouve des maisons modestes, dont certains en état d'insalubrité, mais aussi des villas et résidences, ainsi que des opérations de logements sociaux. Cette zone résidentielle est recherchée, appréciée pour sa proximité de l'hyper centre et des pôles d'emplois, mais aussi pour son paysage : un véritable jardin fleuri comme on en rencontre uniquement dans la région du sud réunionnais, où, à la majesté des fougères arborescentes s'associe l'éclat des orchidées, l'abondance des manguiers. 
La ZAC Bois d'Olive a permis la réalisation de 407 logements sociaux ainsi qu'un lycée général, technologique et professionnel, un gymnase, un terrain de foot, une piste d'athlétisme, un parc urbain et une école. 
Après le quartier de la Ravine Blanche, c'est celui de Bois d'Olive qui a été choisi, ainsi que cinq autres sur le département réunionnais, pour bénéficier d'une opération de l'ANRU, dans le cadre de son classement en tant que quartier prioritaire. Les travaux ont commencé en 2015, ils consistent à construire de nouveaux logements et à réaménager les anciens. Les travaux, qui concernent une zone qui courent du lycée au collège, concernent aussi la remise en état des voiries ou la modernisation des réseaux (EDF, eau, télécom…). Il y aura aussi un volet important consacré à la réhabilitation des équipements de services. Les écoles seront ainsi refaites tout comme les autres équipements de quartier.

## Histoire
En 1727, très précisément, Bois d'olive apparaît dans l'histoire réunionnaise, sous la forme d'une concession accordée par la Compagnie des Indes à Joseph Lauret et Dennemont, entre le Bras d'Antoine et la Ravine des Cabris. Une implantation proche historiquement de l'ouverture des terres du sud par Antoine Desforges-Boucher en 1718, qui intervient à une époque où le flux des colons vers cette région de l'île redémarre après quelques années de ralentissement. En quelques mois seulement, les rives de la Rivière d'abord ne disposent plus de suffisamment de place pour accueillir les familles de plus en plus nombreuses. Les limites du quartier saint-pierrois sont alors repoussées, donnant naissance à de nouvelles sections s'étalant sur le front de mer et grimpant toujours un peu plus haut sur le flanc de la montagne. Une fièvre qui fut cependant atténuée par le manque deau dont souffre alors la région. Le café pousse néanmoins, mais subit la concurrence imposée par les grains de Saint-Leu, réputés les meilleurs de l'île et produits en grandes quantités. L'élevage, les petites cultures maraîchères et fruitières, la pêche, nourrissent tant bien que mal les habitants qui doivent travailler deux fois plus qu'ailleurs pour tirer leurs moyens de subsistance de cette terre paraissant si fertile au regard du paysage verdoyant et pourtant si pauvre… (Une seule section de la paroisse semble alors tirer son épingle du jeu, Mahavel où, vergers, bambous, caféiers, orchidées, mangues prolifèrent et constituent la principale richesse de la région…)
La ligne du chemin Paradis situé à 100 mètres, la ligne des 200 mètres partant de la Ravine Blanche à la Rivière D'abord, et celles des 400 et des 600 constituent le maillage de la commune de Saint-Pierre. Un large périmètre ,dont fait partie Bois d'Olive, à l'intérieur duquel l'agriculture et la culture intensive de la canne à sucre ont pu véritablement prendre leur essor en 1826, très tard, lorsqu'un canal reliant la Rivière Saint-Étienne a enfin permis l'irrigation des zones les plus sèches de la commune. La création d'un port en 1854 aurait normalement dû renforcer cette période de prospérité si celui-ci n'avait pas été supplanté par la Pointe des Galets et surtout s'il n'avait pas été si difficile à entretenir.
À Bois d'olive, c'est la Fondation du Père Favron qui a ouvert la voie de la modernisation et de l'amélioration des conditions de vie en créant, en 1952, un hospice (maison pour personnes âgées) pour vieillards et infirmes. Au début des années 1960, Saint-Pierre, capitale du sud réunionnais, change totalement de visage en devenant une zone d'activité économique de première importance, regroupant de nombreuses industries et gagnant de jour en jour sur les surfaces cultivables pour loger sa population en très forte croissance. Depuis l'eau a coulé sous les ponts et Bois d'Olive s'est transformé tout en gardant une certaine ruralité.

## Article de presse
Bois d'Olives fait partie d'un projet de contrat de ville qui vise aussi les quartiers de la Ravine des Cabris, de Terre-Sainte, de la Ravine Blanche, de Grands Bois, de Basse-Terre/Joli Fond et de Pierrefonds à cause des caractéristiques suivantes communes à eux six : "Chômage supérieur à 50 %, niveau scolaire médiocre avec des taux de réussite aux évaluations en CE2, en 6e et au brevet des collèges inférieures à 50 %, Les six quartiers visés par le Contrat urbain de cohésion sociale (Ravine Blanche, Ravine des Cabris et Bois d'Olives, Basse-Terre et Joli Fond, Grands Bois, Terre-Sainte et Pierrefonds) n'ont toutefois pas besoin d'une grande enquête pour démontrer leur caractère défavorisé".

## Quelques chiffres
- 645 logements sociaux (avant ANRU)
- 4 écoles
- 1 collège (collège Henri Matisse)
- 1 lycée (lycée de Bois d'Olive) : lycée général, technologique et une section d'enseignement professionnel (plâtrier plaquiste , signalétique enseigne et décor,travaux publics, finition)
- 1 parc urbain
- 1 complexe sportif
- 1 terrains de football
- 3 terrains de sport en synthétique
- 1 EHPAD
- 1 église
- 1 chapelle chrétienne
- Plusieurs chapelles tamoules

## Photos

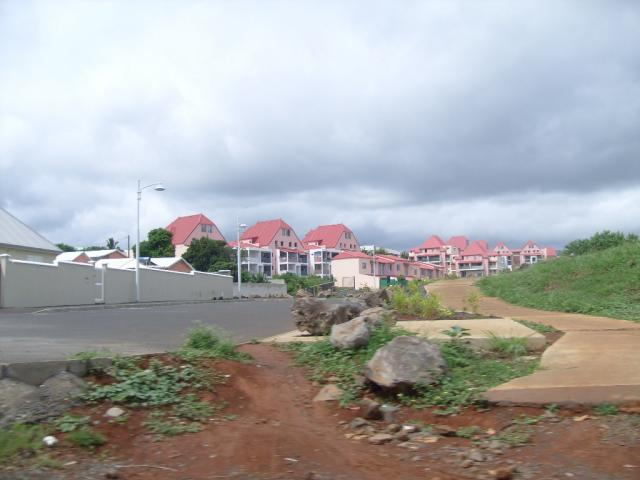
Vue d'une partie de la ZAC Bois d'Olives
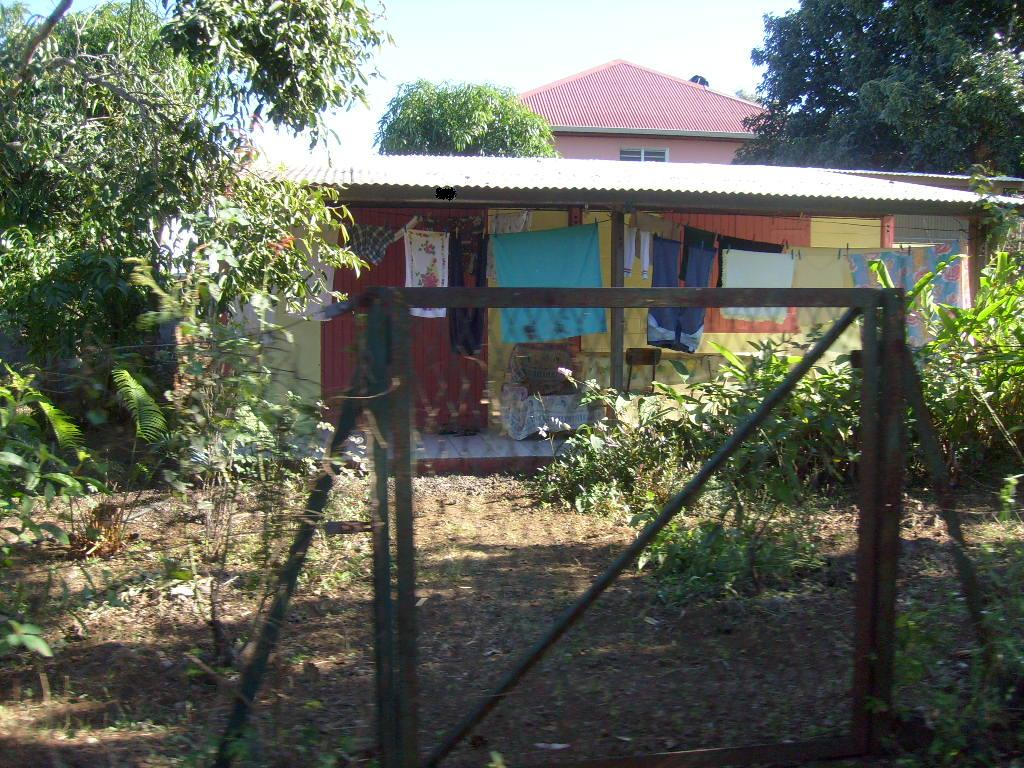
Maison
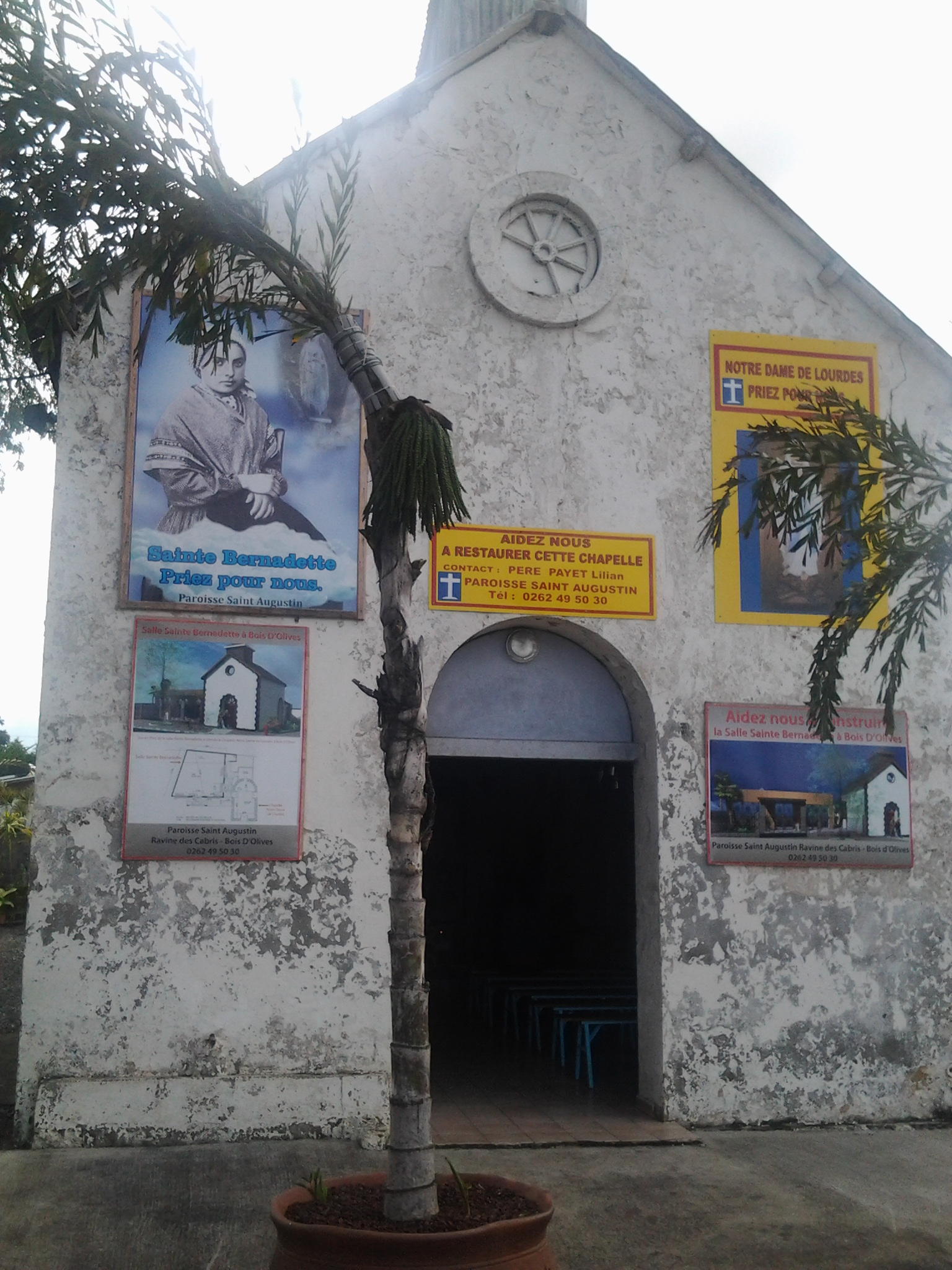
Chapelle Notre-Dame de Lourdes à Bois d'Olives (vue de face)
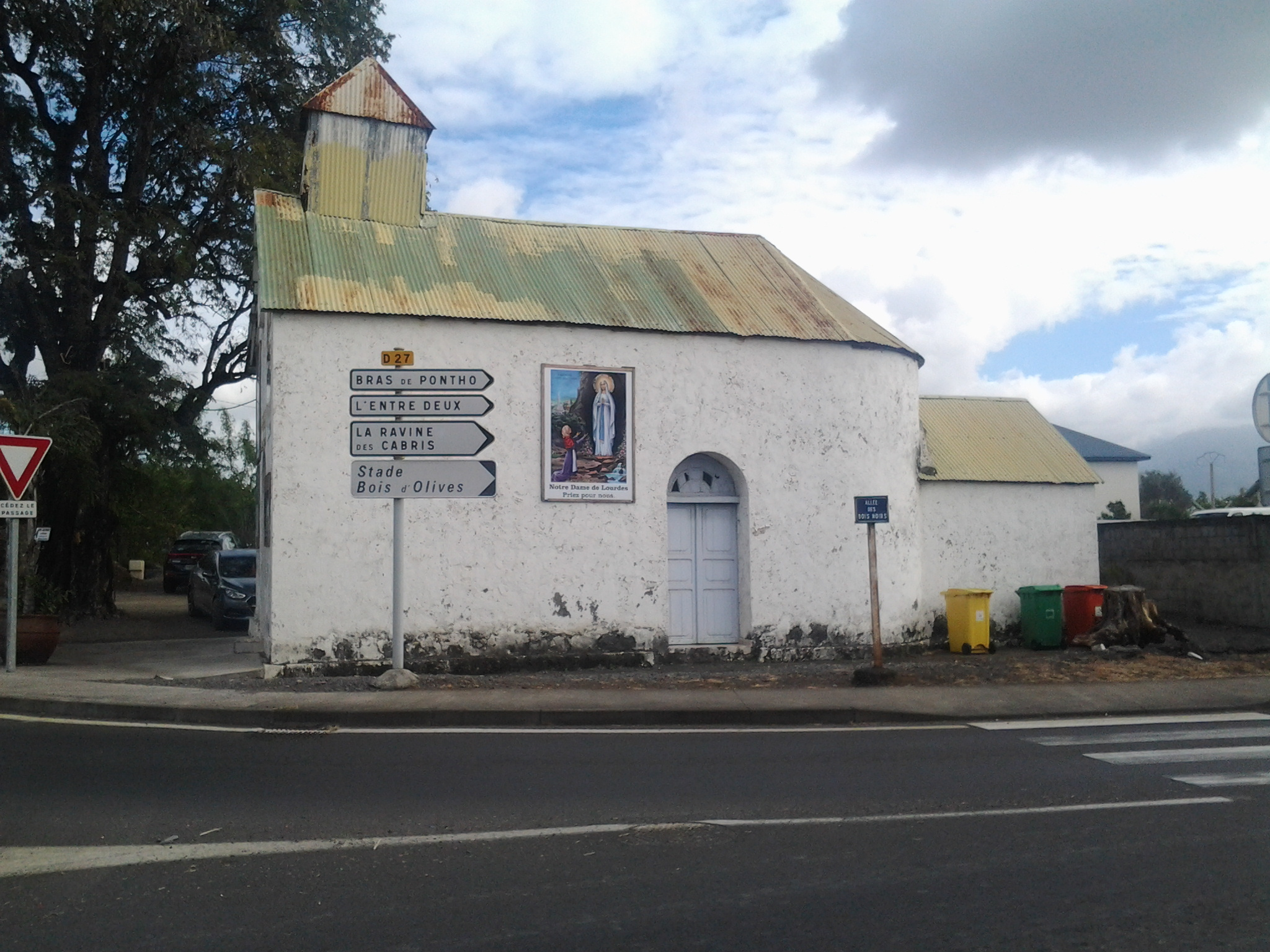
Chapelle Notre-Dame de Lourdes à Bois d'Olives (vue de côté)
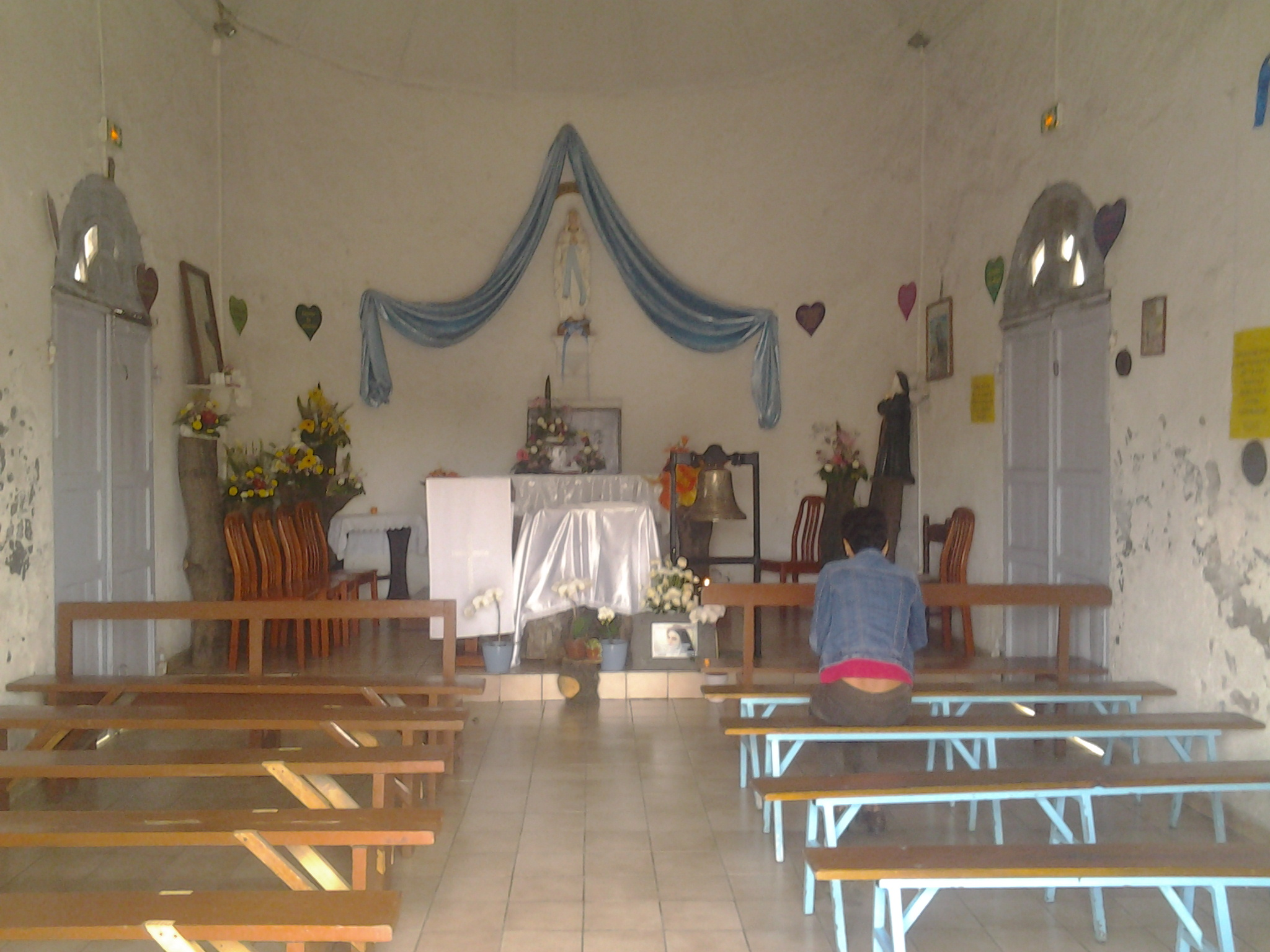
Chapelle Notre-Dame de Lourdes à Bois d'Olives (Vue de l'intérieur)
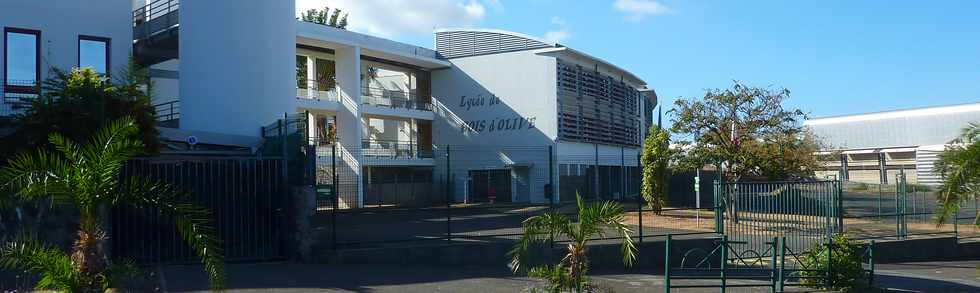
Lycée Bois d'Olive (vu d'entrée)

## Personnalités
- Théophane Rifosta (1889-1999).
- Père Favron.